# Chivres-Val
Chivres-Val ist eine französische Gemeinde mit 532 Einwohnern (Stand: 1. Januar 2022) im Département Aisne in der Region Hauts-de-France. Sie gehört zum Arrondissement Soissons, zum Kanton Fère-en-Tardenois sowie zum Gemeindeverband Val de l’Aisne. 

## Geografie
Die Gemeinde Chivres-Val liegt in einem Seitental der Aisne, sieben Kilometer östlich von Soissons, 25 Kilometer südwestlich von Laon und 48 Kilometer nordwestlich von Reims. Nachbargemeinden von Chivres-Val sind Nanteuil-la-Fosse im Norden, Celles-sur-Aisne im Nordosten, Condé-sur-Aisne im Osten, Missy-sur-Aisne im Süden, Bucy-le-Long im Südwesten sowie Vregny im Nordwesten.

## Bevölkerungsentwicklung
| Jahr                       | 1962 | 1968 | 1975 | 1982 | 1990 | 1999 | 2011 | 2021 |
| Einwohner                  | 345  | 385  | 471  | 501  | 596  | 575  | 584  | 527  |
| Quellen: Cassini und INSEE |      |      |      |      |      |      |      |      |

## Sehenswürdigkeiten
- Kirche Saint-Georges, seit 1919 Monument historique
- Fort de Condé zum Schutz der Stadt Soissons, teilweise auf dem Gebiet der Gemeinde Condé-sur-Aisne

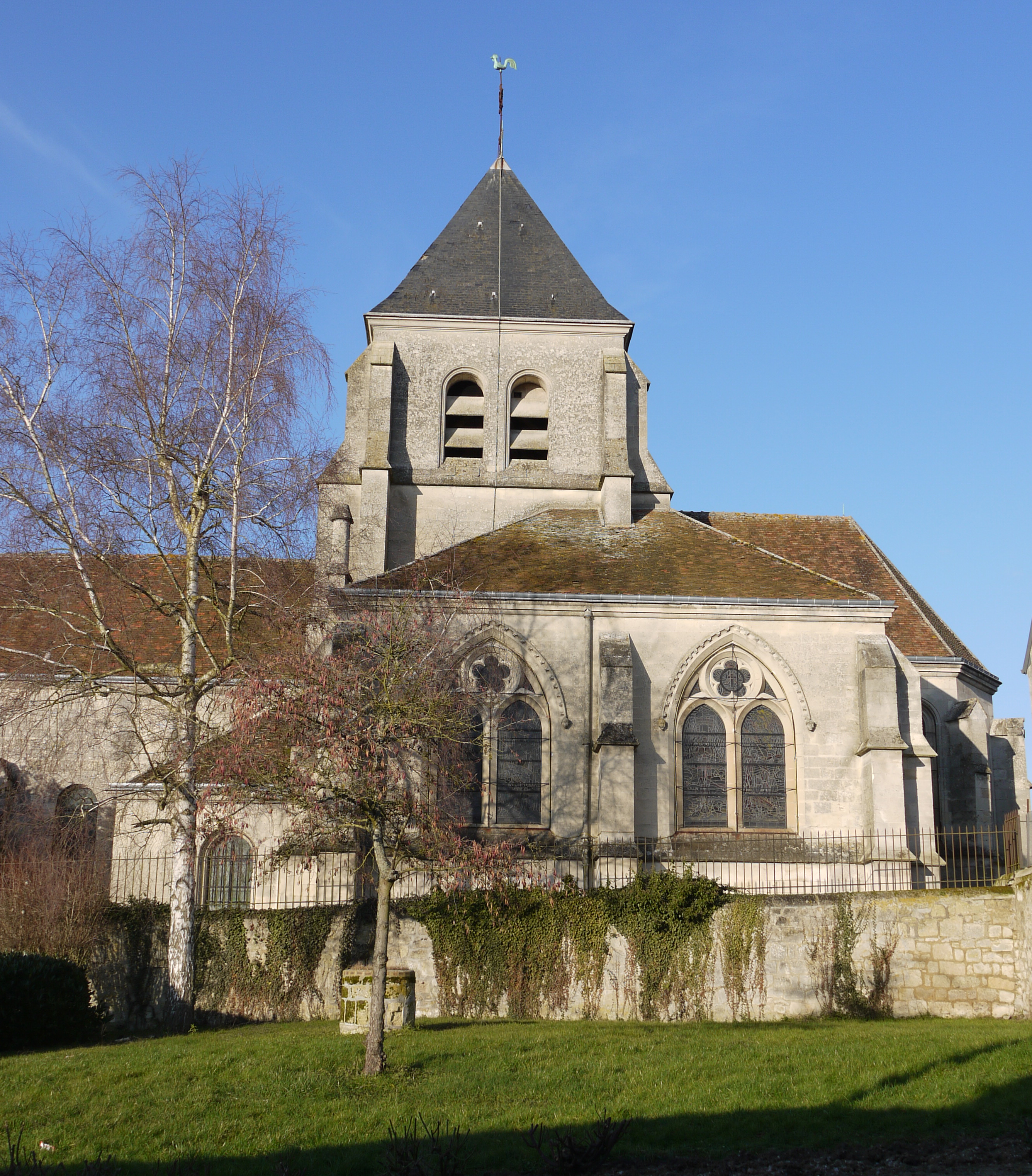
Kirche Saint-Georges
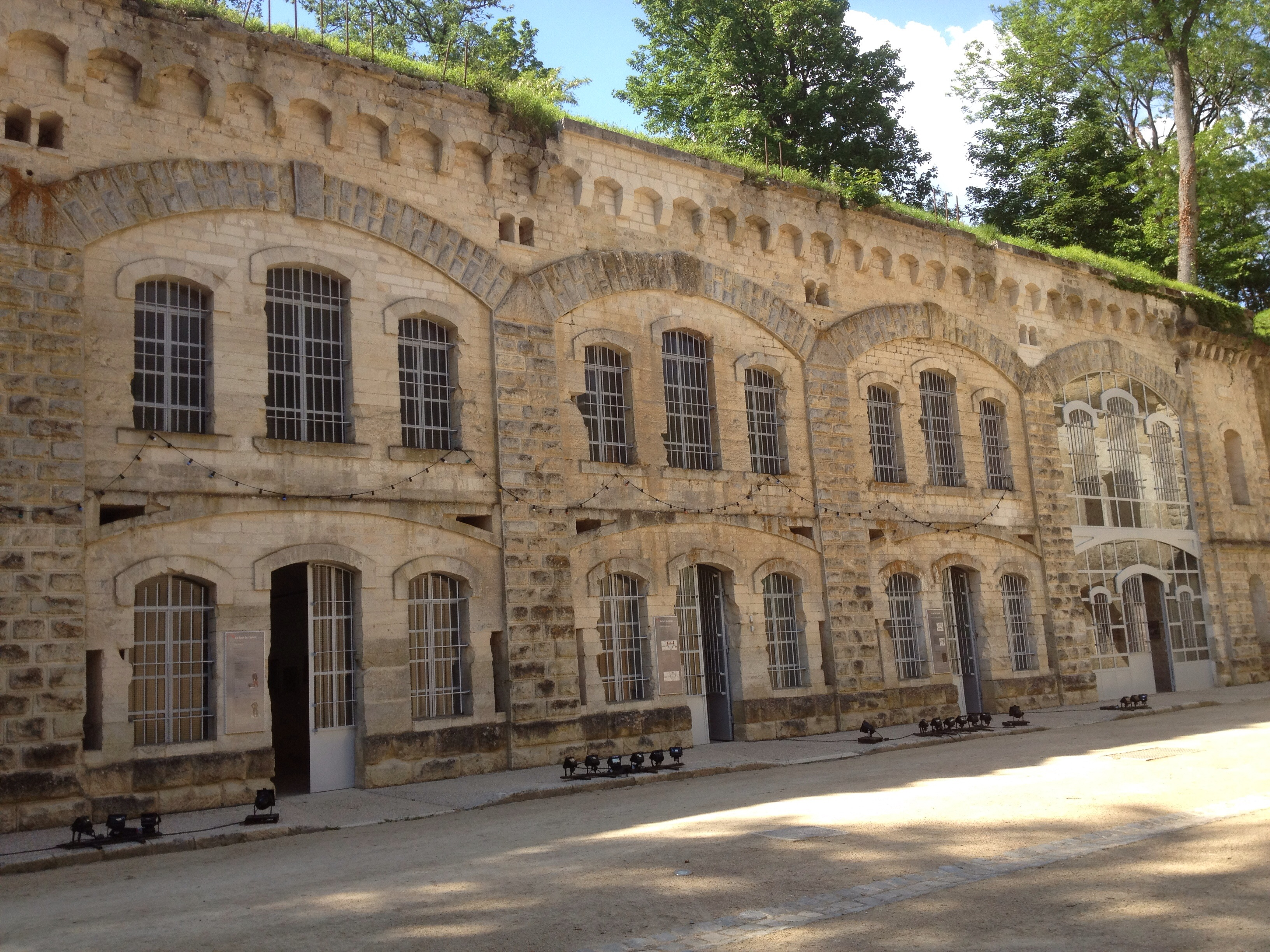
Fort de Condé
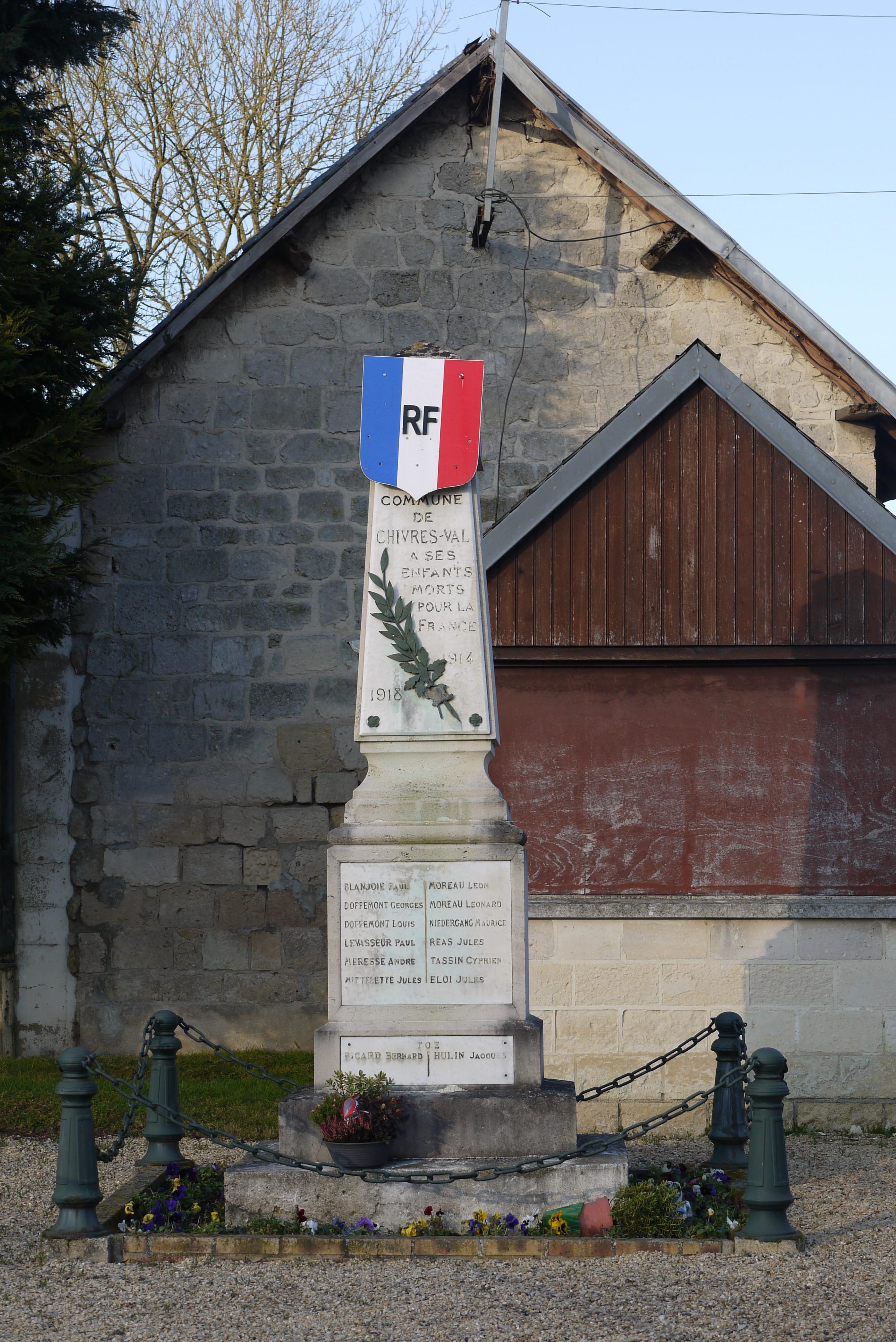
Gefallenendenkmal